# 中国震撼世界：饥饿之国的崛起
《中国震撼世界：饥饿之国的崛起》是由英国《金融时报》前驻北京首席记者詹姆斯·金奇（James Kynge）所著。此书曾获金融时报2006年最佳商业图书奖。

## 版本
- 该书英文版 China Shakes the World: the Rise of a Hungry Nation，2006年3月30日由Weidenfeld & Nicolson出版社出版。